# Židovský hřbitov ve Světlé nad Sázavou
Starý židovský hřbitov ve Světlé nad Sázavou býval na předměstí Malá Strana, při silnici do Lipničky na levém břehu řeky Sázavy. Pozemek židům daroval hrabě Kolovrat-Krakovský. Hřbitov byl založen roku 1742, pohřbívalo se zde do roku 1886. Vidět jej můžeme na obraze Antonína Mánesa z roku 1832 a na rytině provázející plán města zhotovený Františkem Hradeckým v roce 1847. Za nacistické okupace náhrobky zmizely a hřbitov byl přeměněn na pole. 

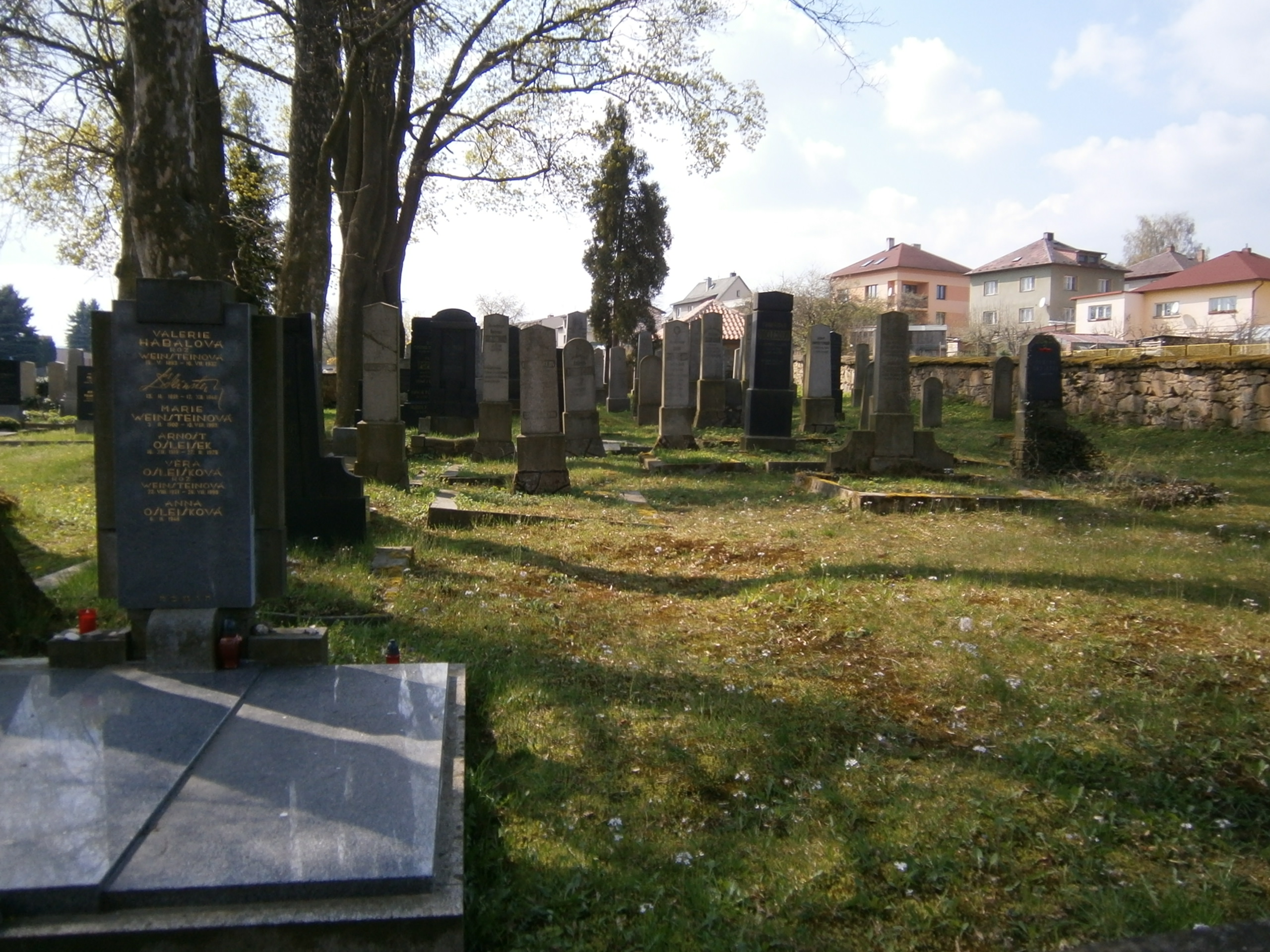
Nový židovský hřbitov ve Světlé nad Sázavou

Nový židovský hřbitov, založený roku 1886, se nalézá v areálu městského hřbitova v Komenského ulici. Dochovalo se zde kolem 170 náhrobků, z nichž několik pochází z dnes již zrušených hřbitovů v Dolních Kralovicích a Uhlířských Janovicích. Pohřbívalo se zde do druhé světové války. Pohřbeni zde byli mj. členové kamenické rodiny Mahlerů či místní rabíni Josef Bloch a Samuel Schüller. Nejstarší náhrobek pochází z roku 1760. Hřbitovní domek byl zbořen před rokem 1980. Původní plocha 3 176 metrů čtverečních byla roku 1981 rozdělena na dvě parcely a volný pozemek byl roku 1995 dlouhodobě pronajat městu jako urnový háj. Hřbitov je chráněn jako kulturní památka České republiky.
V obci se také nacházela synagoga.